# Емаус (Катанија)
Емаус је насеље у Италији у округу Катанија, региону Сицилија.
Према процени из 2011. у насељу је живело 3 становника. Насеље се налази на надморској висини од 766 м.